# Isthmohyla insolita
Isthmohyla insolita és una espècie de granota que viu a Hondures.
Està amenaçada d'extinció per la pèrdua del seu hàbitat natural.